# Повіт Накатадо
Пові́т Накатадо́ (яп. 仲多度郡, なかたどぐん, МФА: [nakatado guɴ]) — повіт в префектурі Каґава, Японія. Станом на 1 липня 2012 року його площа становила 227,13 км². Населення складало 51 757 осіб, а густота населення — 228 осіб/км². До складу повіту входять містечка Котохіра, Манно й Тадоцу. 